# Per Gedda
Pour les articles homonymes, voir Gedda.
Per Gedda est un skipper sudéois né le 28 août 1914 à Göteborg et mort le 4 juillet 2005 à Stockholm.

## Biographie
Per Gedda participe aux Jeux olympiques d'été de 1936 à Berlin, terminant quatrième de la course de classe 8 Metre, et aux Jeux olympiques d'été de 1952 à Helsinki, où il remporte avec Erland Almkvist et Sidney Boldt-Christmas la médaille de bronze en classe Dragon. 
Il est le neveu du skipper Erik Wallerius.